# Turbinicarpus viereckii viereckii
Turbinicarpus viereckii subsp. viereckii es una especie fanerógama de la familia Cactaceae. Se trata de un cactus de un solo tallo, de hasta 4.5 cm de diámetro, con 17 a 22 espinas localizadas en la orilla de cada aréola (espinas radiales), las flores son de color magenta. Esta especie es polinizada por insectos y se dispersa a través de semillas. Esta especie tiene flores hermafroditas, pero son incapaces de autofecundarse, por lo que requieren de polinizadores (insectos alados y hormigas) que lleven el polen de una planta a otra. Las semillas son dispersadas por animales, el agua y el viento. Esta especie se reproduce varias veces durante su vida (estrategia de reproducción policárpica).

## Clasificación y descripción
Planta usualmente ramificada desde la base, 3 a 4.5 cm de diámetro. Espinas radiales 17 a 22. Flores magenta.

## Distribución
Esta especie es endémica de México, y tiene una distribución muy restringida en el Desierto Chihuahuense. Se localiza en el estado de Nuevo León, en el municipio de Mier y Noriega. En el estado de San Luis potosí en el municipio de Guadalcázar (con el nombre de Turbinicarpus viereckii), y en el estado de Tamaulipas, en los municipios de Jaumave y Victoria.

## Ambiente terrestre
Esta especie se desarrolla en sitios con matorral xerófilo, entre rocas calcáreas, en un gradiente altutidinal que va de los 650 a los 1892 m s. n. m. (estado de Tamaulipas).

## Estado de conservación
Se sabe poco sobre la biología de esta especie, pero se ha encontrado que sus poblaciones decrecen, la principal razón de esto es la extracción ilegal de organismos para ser vendidos a coleccionistas. Se encuentra listada en la NOM-059-SEMARNAT-2010 en la categoría Amenazada (A). En la Unión Internacional para la Conservación de la Naturaleza (UICN) aparece bajo la categoría de Preocupación Menor (LC) (Least Concern). Este género se incluye en el Apéndice I de la CITES. Y al ser una especie amenazada en México, se halla regulada bajo el Código Penal Federal, la Ley General del Equilibrio Ecológico y Protección al Ambiente, y la Ley General de Vida Silvestre.

## Usos
Ornamental / Jardinería